# Episodi di Squadra speciale anticrimine (seconda stagione)
La seconda stagione della serie televisiva Squadra speciale anticrimine è andata in onda negli Stati Uniti dal 31 agosto 1967 al 7 marzo 1968 sulla ABC.
| nº | Titolo originale               | Prima TV USA      | Titolo italiano | Prima TV Italia |
| -- | ------------------------------ | ----------------- | --------------- | --------------- |
| 1  | Let Him Die!                   | 31 agosto 1967    |                 |                 |
| 2  | The Counterfeit Cop            | 5 settembre 1967  |                 |                 |
| 3  | A Most Proper Killing          | 14 settembre 1967 |                 |                 |
| 4  | The 30-Gram Kill               | 20 settembre 1967 |                 |                 |
| 5  | The Death Bag                  | 26 settembre 1967 |                 |                 |
| 6  | The Deadly Junkman             | 3 ottobre 1967    |                 |                 |
| 7  | The Pat Hand of Death          | 19 ottobre 1967   |                 |                 |
| 8  | Hit and Run, Run, Run          | 26 ottobre 1967   |                 |                 |
| 9  | Time of Trial                  | 1º novembre 1967  |                 |                 |
| 10 | Who'll Take Care of Joey?      | 8 novembre 1967   |                 |                 |
| 11 | My Mommy Got Lost              | 15 novembre 1967  |                 |                 |
| 12 | Ordeal by Terror               | 24 novembre 1967  |                 |                 |
| 13 | An Arrangement With Death (1)  | 1º dicembre 1967  |                 |                 |
| 14 | An Arrangement With Death (2)  | 7 dicembre 1967   |                 |                 |
| 15 | No Sad Songs for Charlie       | 14 dicembre 1967  |                 |                 |
| 16 | Bed of Strangers               | 21 dicembre 1967  |                 |                 |
| 17 | Killing, Country Style         | 28 dicembre 1967  |                 |                 |
| 18 | The Flip Side of Fear (1)      | 4 gennaio 1968    |                 |                 |
| 19 | The Flip Side of Fear (2)      | 11 gennaio 1968   |                 |                 |
| 20 | The Love Victim                | 25 gennaio 1968   |                 |                 |
| 21 | The Deadly Abductors           | 1º febbraio 1968  |                 |                 |
| 22 | Nightmare on a Dead-End Street | 12 febbraio 1968  |                 |                 |
| 23 | Epitaph for a Cop              | 15 febbraio 1968  |                 |                 |
| 24 | Man on Fire                    | 20 febbraio 1968  |                 |                 |
| 25 | Image of Evil                  | 29 febbraio 1968  |                 |                 |
| 26 | The Human Target               | 7 marzo 1968      |                 |                 |

## Let Him Die!
- Diretto da: George McCowan
- Scritto da: Tony Barrett

### Trama
- Guest star: John Kowal (dottor Weaver), Robert Book (Zahn), Lawrence Dane (Metz), Abraham Sofaer (Leander), Jack Garner (Hangar Man), Paul Napier (Cal), Jacques Denbeaux (Charlie Field), Richard Compton (interno), Philip Bourneuf (Benedictus)

## The Counterfeit Cop
- Diretto da: Walter Grauman
- Scritto da: Art Wallace

### Trama
- Guest star: Ross Elliott (Carruthers), William Benedict (impiegato), Paul Carr (Joe Lennox), Tom Reese (Roxy Hammond), Arthur Adams (uomo), Thom Carney (barista), John Armond (Rizzo), Harry Townes (Carl Markham)

## A Most Proper Killing
- Diretto da: Walter Grauman
- Scritto da: Franklin Barton

### Trama
- Guest star: Michael Stanwood (Airline Clerk), Sidney Clute (tassista), Don Keefer (Harry Jocelyn), William Beckley (Dandy Phelps), Dick Dial (detective Boyd), Terry Naylor (Airline Gal), Peter Bromilow (Harry Wade)

## The 30-Gram Kill
- Diretto da: George McCowan
- Scritto da: Tony Barrett
- Soggetto di: Don Tait, William Koenig

### Trama
- Guest star: Layne Britton (Charlie Barnes), Vince Howard (ufficiale di polizia), George Furth (George Dunn), Ross Elliott (Norman Braddock), Carol Byron (Shirl Scott), Bradford Dillman (Chris Merritt)

## The Death Bag
- Diretto da: Charles Rondeau
- Scritto da: Tony Barrett

### Trama
- Guest star: Vince Howard (agente di polizia), Rory Stevens (ragazzo), Mort Mills (Louie Antonides), William Swan (Harry Walker), Luis de Córdova (Guido), Don Hannum (Hood), Larry Anthony (Fuller), John Baer (dottore), Benny Baker (tassista), Collin Wilcox (Ellie Walker)

## The Deadly Junkman
- Diretto da: William Hale
- Scritto da: Don Brinkley

### Trama
- Guest star: Clint Ritchie (Eddie), Garth Pillsbury (ufficiale), Joseph Ruskin (Leo Braden), Nate Esformes (Taxi), Dick Enberg (lettore notiziario), Stuart Nisbet (Porter), Ivan Dixon (Terry Carew)

## The Pat Hand of Death
- Diretto da: Sutton Roley
- Scritto da: Tony Barrett

### Trama
- Guest star: Ivan Triesault (Manheim), Richard Bull (Arthur Lacey), Leon Askin (Tokat), Pamela Curran (Kathy Campbell), Dick Dial (manager), Henry Hunter (Willard), Sam Edwards (John Chambers), Lawrence Dane (Garth), Maurine Dawson (Peggy Doyle), Dan Tobin (Whittaker)

## Hit and Run, Run, Run
- Diretto da: Seymour Robbie
- Scritto da: Daniel B. Ullman

### Trama
- Guest star: Jason Wingreen (Collier), John S. Ragin (dottor Sutherland), Mark Lenard (George Venter), Vic Tayback (Tony Oliver), Rosanna Huffman (infermiera), Ben Aliza (tecnico di laboratorio), Harry Raybould (Hank), Martin Milner (Thomas Glynn)

## Time of Trial
- Diretto da: Gerd Oswald
- Scritto da: Robert E. Thompson

### Trama
- Guest star: Thom Carney (Ed Parks), Joe Conley (tassista), R.G. Armstrong (Arnie Kale), Anna Lee (Martha Lindley), Len Wayland (D. A. Fisher), Elmer Modlin (dottore), Paul Napier (reporter), Patricia Barry (Ellen Vincent)

## Who'll Take Care of Joey?
- Diretto da: Herbert Hirschman
- Scritto da: Tony Barrett

### Trama
- Guest star: Beatrice Straight (Victoria Cahill), Priscilla Morrill (Liz McCready), Phyllis Hill (Paula Mears), Robert Drivas (Joey Cahill)

## My Mommy Got Lost
- Diretto da: George McCowan
- Scritto da: Robert Heverley

### Trama
- Guest star: Joseph Mell (Pharmacist), Bernard Fein (Tom Baughmiller), Joe Don Baker (Shep Taubs), Melinda Plowman (Sue Ellen Taubs), J. Leslie Paris (lettore notiziario), Michael Link (Jackie Lasher), Antoinette Bower (Betty Lasher)

## Ordeal by Terror
- Diretto da: Lawrence Dobkin
- Scritto da: Philip Saltzman
- Soggetto di: William Kayden

### Trama
- Guest star: James Gammon (Mickey), Peter Lazer (Glenn Harrison), Loretta Leversee (Joanne Harrison), Jack Hogan (Warren Harrison), Jacques Denbeaux (Harley), Arthur Peterson (uomo), Vince Howard (poliziotto in moto), Beau Bridges (Bo)

## An Arrangement With Death (1)
- Diretto da: George McCowan
- Scritto da: Franklin Barton

### Trama
- Guest star: Morgan Sterne (Keefer), Natalie Trundy (Christina), David Opatoshu (Carl Luther), Michael Conrad (Zachary), Makee K. Blaisdell (Paco), Anna Strasberg (Anna), Jorge Moreno (capo polizia messicano), John J. Burns (guardia del corpo), Bill Quinn (Burke), Hank Brandt (Earl), Harold Stone (Joe Stengl)

## An Arrangement With Death (2)
- Diretto da: George McCowan
- Scritto da: Franklin Barton

### Trama
- Guest star: Morgan Sterne (Keefer), Natalie Trundy (Christina), David Opatoshu (Carl Luther), Michael Conrad (Zachary), Marion Ross (infermiera), Anna Strasberg (Anna), Bill Quinn (Burke), Hank Brandt (Earl), Harold Stone (Joe Stengl)

## No Sad Songs for Charlie
- Diretto da: Gerd Oswald
- Scritto da: Earl Felton

### Trama
- Guest star: Adrienne Marden (femmina Passenger), Jack Garner (Salvage Captain), Philip Carey (Tillery Gage), Jack Lambert (Novak), Coby Denton (Stewart), Wayne Sutherlin (messaggero), Simon Oakland (Charles Murdock)

## Bed of Strangers
- Diretto da: James Sheldon
- Scritto da: Jack Turley

### Trama
- Guest star: Pamela Dunlap (Carol Hanson), Paul Vincent (Skip Laster), Joanne Linville (Elizabeth DeClose), Skip Ward (Hayworth), Elaine Boudreaux (ragazza), Lori Lehman (Cindy), Charles Aidman (Charles DeClose)

## Killing, Country Style
- Diretto da: Lawrence Dobkin
- Soggetto di: Judith Barrows e Robert Guy Barrows

### Trama
- Guest star: Woodrow Parfrey (Eddie Rade), Dee Carroll (Alma Mills), Scott Brady (Gus Mills), Gail Kobe (Cindy Holmes), John Gilgreen (Parking Lot Attendant), John Armond (Jimmy Hines), Frederic Downs (proprietario del negozio), Pat Hingle (sceriffo Cable)

## The Flip Side of Fear (1)
- Diretto da: George McCowan
- Scritto da: Don Brinkley

### Trama
- Guest star: Jon Shank (Bolo), Ross Elliott (William Torrence), Lynda Day George (Julie Brown), Michael Christian (Perke), Thom Carney (Thurston), Paul Kent (dottore), Venita Wolf (segretaria), Roddy McDowall (Ollie Olds)

## The Flip Side of Fear (2)
- Diretto da: George McCowan
- Scritto da: Don Brinkley

### Trama
- Guest star: Jon Shank (Bolo), Ross Elliott (William Torrence), Lynda Day George (Julie Brown), Michael Christian (Perke), Roddy McDowall (Ollie Olds)

## The Love Victim
- Prima televisiva: 25 gennaio 1968
- Scritto da: Anthony Lawrence e Robert Heverley
- Soggetto di: Anthony Lawrence

### Trama
- Guest star: Martine Bartlett (Leona Crawford), Roy Jenson (Roby), Julie Sommars (Susan Douglas), Michael Callan (Tyce Edwards), Richard Anderson (Charles Douglas)

## The Deadly Abductors
- Diretto da: Howard Duff
- Scritto da: Jerry Devine

### Trama
- Guest star: Charles Briles (Bobby Clinton), Pitt Herbert (Purser), Larry Perkins (Hank), James Davidson (Whit), George Dunn (guardiano), Eric Matthews (Longie), John Larch (Jonah Clinton)

## Nightmare on a Dead-End Street
- Diretto da: Ron Kelly
- Scritto da: Richard Landau

### Trama
- Guest star: Ellen Corby (Mrs. Amory), Phillip Terry (dottor Spark), Roger Perry (Eddie Crisp), Linda Marsh (Roberta Crewes), David Morick (Queen), Vince Howard (uomo della sorveglianza), Dick Dial (Eel), Gerald S. O'Loughlin (Cal Wolff)

## Epitaph for a Cop
- Diretto da: George McCowan
- Scritto da: Jack Morton e Norman Klenman
- Soggetto di: Jack Morton

### Trama
- Guest star: Carol Kane (Donna Mae Coble), Renata Vanni (Mrs. Enciras), Tom Fielding (Leroy Baker), Rodolfo Hoyos, Jr. (Pepe Enciras), Paul Napier (reporter), Don Gordon (Mace Baker)

## Man on Fire
- Diretto da: George McCowan
- Scritto da: Jerome Ross

### Trama
- Guest star: John Fiedler (Bug Travis), Alan Hewitt (Felix Rindells), Don Briggs (Harold Pardway)

## Image of Evil
- Diretto da: Lawrence Dobkin
- Scritto da: Bob Barbash

### Trama
- Guest star: Karen Ericson (Ruth Jessup), John S. Ragin (Hal Jessup), James Wainwright (Ernie Baker), Paul Picerni (Walt Petrie), Jacques Denbeaux (Walsh), Eric Sinclair (senatore Stoker), Kevin McCarthy (Virgil Haney)

## The Human Target
- Diretto da: Herbert Hirschman
- Scritto da: Norman Klenman, Joel Kane
- Soggetto di: Ellis Kadison

### Trama
- Guest star: June Dayton (Mrs. McNair), Nicholas Georgiade (guardia), Russell Johnson (Tye Laughlin), Lelia Goldoni (Rita Chavez), Mark Bailey (guardia), Pat O'Hara (vecchio), Ron Soble (Joe Morales)